# Yehoshafat Harkabi
Yehoshafat Harkabi (hébreu : יהושפט הרכבי), né le 21 septembre 1921 à Haïfa et mort le 26 août 1994 à Jérusalem est un militaire et enseignant universitaire israélien. Il est chef de l'agence de renseignements militaires israélienne (Aman) de 1955 à 1959, puis professeur de relations internationales et d'études sur le Moyen-Orient à l'université hébraïque de Jérusalem.

## Biographie

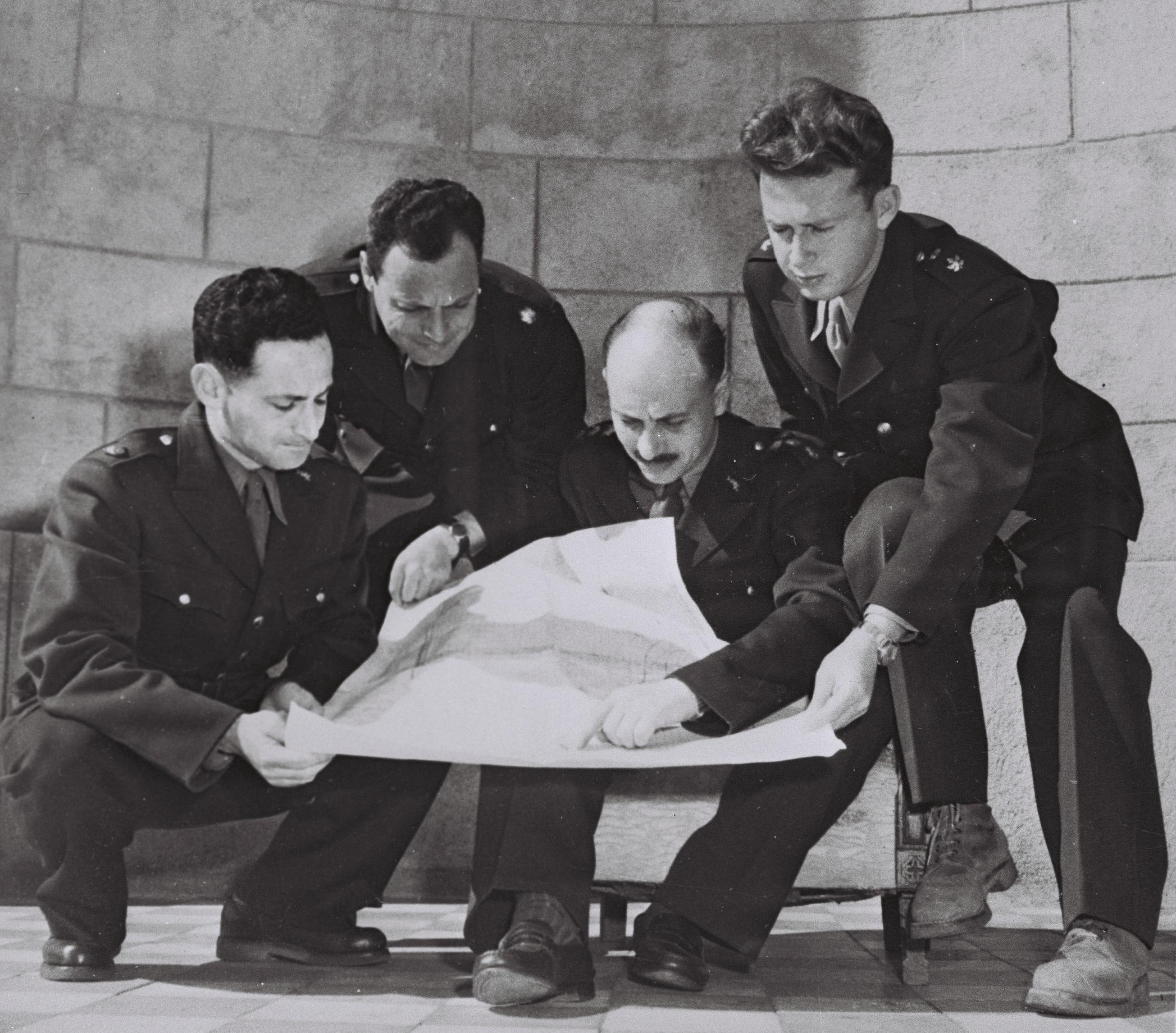
La délégation israélienne aux négociations sur les accords d'armistice de 1949. De gauche à droite : les commandants Yehoshafat Harkabi, Aryeh Simon, Yigaël Yadin et Yitzhak Rabin (1949).

### Jeunesse et formation
Il entreprend des études de philosophie, de littérature arabe et d'histoire à l'université hébraïque de Jérusalem où il obtient un doctorat. En 1943 bien que marié et père de deux enfants, il s'engage dans la Brigade juive de l'Armée britannique avec laquelle il a prend part à la seconde Guerre mondiale.

### Carrière militaire
Il est ensuite intégré dans les Forces de défense israéliennes ; affecté comme officier de liaison au ministère des Affaires étrangères et de la Défense, il y met à profit sa bonne maîtrise de l'arabe et sa connaissance approfondie de la civilisation et de l'histoire arabe et de l'Islam. il participe à la guerre d'indépendance d'Israël au grade de commandant de compagnie. En 1950, il devient directeur adjoint du service de renseignement militaire israélien (Aman). Cinq ans plus tard, en 1955, il en est nommé directeur avec le grade de major général, poste qu'il occupera pendant quatre ans.
il est au début de sa carrière un partisan intransigeant de la ligne dure, mais devient par la suite favorable à un État palestinien, reconnaissant l'Organisation de libération de la Palestine (OLP) comme partenaire de négociation.
Dans son ouvrage le plus connu, Israel's Fateful Hour (L'Heure fatidique d'Israël) Harkabi se décrit lui-même comme une « colombe machiavélique » déterminée à rechercher « une politique par laquelle Israël peut obtenir le meilleur règlement possible du conflit au Moyen-Orient » (1988, p. xx) - une politique qui inclurait un sionisme « de qualité et non de surface » (p. 225).
Le 22 juin 1956 il participe en France à une réunion secrète avec la direction du SDECE et l'armée française.
Il est contraint de démissionner de son poste de chef du renseignement militaire à la suite de l'opération manquée dite de la « Nuit des Canards » (en) d'avril 1959,.

### Carrière universitaire
Sa carrière militaire est suivie d'une carrière universitaire. Il est professeur invité à l'université de Princeton et chercheur invité à la Brookings Institution. Il est professeur Maurice Hexter et directeur de l'Institut Leonard Davis des relations internationales et des études du Moyen-Orient à l'université hébraïque de Jérusalem. Il obtiendra un MPA de l'université Harvard en 1962.

## Récompenses
- 1991 : Prix Yitzhak-Sadeh
- 1993 : prix Israël de sciences politiques[4]

## Publications
- Harkabi, Y. (1974). Arab Attitudes to Israel. Transaction Publishers.  (ISBN 0-85303-157-6)
- Harkabi, Y. (1975). Palestinians and Israel. Transaction Publishers.  (ISBN 0-87855-172-7)
- Harkabi, Y. (1977). Arab Strategies and Israel's Response. Free Press.  (ISBN 0-02-913760-8)
- Harkabi, Y. (1978). Three Concepts of Arab Strategy. Anti-Defamation League of B'nai B'rith. ISBN B0006WY3PU
- Harkabi, Y. (1979). Palestinian Covenant and Its Meaning. Frank Cass Publishers.  (ISBN 0-85303-206-8)
- Harkabi, Y. (1981). The Palestinian National Covenant (1968): An Israeli Commentary. ISBN B0007J3GFA
- Harkabi, Y. (1982). The Bar Kokhba Syndrome: Risk and Realism in International Relations. New York, NY, Rossel Books.  (ISBN 0-940646-01-3)
- Harkabi, Y. (1985). Al Fatah's Doctrine. In The Israel-Arab Reader: A Documentary History of the Middle East Conflict. T. W. Laqueur and B. Rubin (Eds.). New York, NY, Penguin Books.  (ISBN 0-87196-873-8)
- Harkabi, Y. (1988). Israel's Fateful Decisions. I.B. Tauris.  (ISBN 1-85043-094-2)
- Harkabi, Y. (1989). Israel's Fateful Hour. HarperCollins.  (ISBN 0-06-091613-3) (Chapter 5: Nationalistic Judaism)
- Harkabi, Y. (1992). The Arab-Israeli Conflict on the Threshold of Negotiations. Center of International Studies, Princeton University.  (ISBN 99924-0-953-3)